# Joe Lynch (actor)
Joseph Laurence Lynch (16 de julio de 1926 - 1 de agosto de 2001) fue un actor irlandés que tuvo una larga carrera tanto en comedia como en drama. Proporcionó trabajo de voz para series animadas para niños, en particular Chorlton and the Wheelies.
Lynch también fue cantante y compositora y actuó en la película Johnny Nobody (1961). También grabó trabajos de otros compositores, incluidos "The Whistling Gypsy" de Leo Maguire y "Cottage by the Lee" de Dick Farrelly, una de sus grabaciones más importantes de la década de 1950.

## Primeros años
Nacido en Mallow, en el Condado de Cork, Lynch asistió a la escuela Christian Brothers del Monasterio del Norte. Tuvo varios otros trabajos antes de dedicarse a la actuación y la radiodifusión a tiempo completo.

## Carrera
Inicialmente actuaba a tiempo parcial con la Cork Shakespearean Company y en la Cork Opera House, en 1947 Lynch actuaba a tiempo completo.
Fue miembro fundador de Radio Éireann Players y apareció en producciones de obras de Teresa Deevy entre otras. Entre 1967 y 1981, actuó en el escenario del Abbey Theatre. Durante la década de 1950 fue responsable de un programa de Radio Éireann Living with Lynch, transmitido los domingos por la noche: la primera serie de comedia en Radio Éireann.
Lynch apareció en la popular comedia de situación de ABC / Thames Television Never Mind the Quality, Feel the width (1968-1970) y su largometraje derivado en 1973. Otros papeles cinematográficos notables incluyeron The Siege of Sidney Street (1960), The Running Man (1963), La chica de los ojos verdes (1964), The Face of Fu Manchu (1965), Ulysses (1967), Loot (1970), El hombre de Mackintosh (1973), The Outsider (1980), If You Go Down in the Woods Today (1981) y Eat the Peach (1986). En la década de 1970, Lynch hizo apariciones especiales como el novio de Elsie Tanner en la telenovela de Granada TV Coronation Street.
En 1962, y nuevamente en 1977, Lynch ganó un premio Jacob por su actuación en la televisión RTÉ.
En 1979, Lynch estaba de regreso en Irlanda e hizo sus primeras apariciones como Dinny Byrne en la telenovela RTÉ Bracken. Más tarde, el personaje de Byrne aparecería en la telenovela Glenroe de RTÉ de larga duración.
Lynch renunció a Glenroe después de afirmar que lo habían "tratado vergonzosamente" y le ofrecieron "papas pequeñas" cuando pidió un aumento salarial. También estaba molesto porque no iba a recibir una pensión. RTÉ cuestionó esas afirmaciones. Lynch criticó a RTÉ por impedirle realizar otros trabajos de actuación junto a Glenroe . "Estaba terriblemente restringido en RTÉ, no me dejaban salir para nada, ni siquiera para comerciales".
Lynch interpretó al antagonista principal, "Grundel the Toad", en la película Pulgarcita de Don Bluth, su último trabajo de audio antes de su muerte siete años después.

## Filmografía

### Cine
| Año  | Título                                 | Papel                                | Director                      | Notas         |
| ---- | -------------------------------------- | ------------------------------------ | ----------------------------- | ------------- |
| 1960 | The Night Fighters                     | Seamus                               | Tay Garnett                   |               |
| 1960 | The Siege of Sidney Street             | Sargento Todd                        | Robert S. Baker, Monty Berman |               |
| 1961 | Johnny Nobody                          | Tinker                               | Nigel Patrick                 |               |
| 1963 | The List of Adrian Messenger           | Ciclista                             | John Huston                   | Sin acreditar |
| 1963 | The Running Man                        | Roy Tanner                           | Carol Reed                    |               |
| 1964 | La chica de los ojos verdes            | Andy Devlin                          | Desmond Davis                 |               |
| 1965 | El soñador rebelde                     | Primer lanzador                      | Jack Cardiff y John Ford      |               |
| 1965 | The Face of Fu Manchu                  | Custodio                             | Don Sharp                     |               |
| 1967 | Ulysses                                | Blazes Boylan                        | Joseph Strick                 |               |
| 1967 | Robbery                                | Camionero                            | Peter Yates                   | Sin acreditar |
| 1969 | The Best House in London               | Policía                              | Philip Saville                | Sin acreditar |
| 1970 | Loot                                   | Padre O'Shaughnessy                  | Silvio Narizzano              |               |
| 1973 | Never Mind the Quality, Feel the Width | Patrick Brendan Kevin Aloysius Kelly | Ronnie Baxter                 |               |
| 1973 | El hombre de Mackintosh                | Primer garda                         | John Huston                   |               |
| 1976 | Never Too Young to Rock                | Russian Soldier                      | Dennis Abey                   |               |
| 1979 | The Saint and the Brave Goose          | Capt. Finnigan                       | Cyril Frankel                 |               |
| 1979 | The Outsider                           | Sean Thompson                        | Tony Luraschi                 |               |
| 1981 | If You Go Down in the Woods Today      | Shepherd                             | Eric Sykes                    |               |
| 1986 | Eat the Peach                          | Boss Murtagh                         | Peter Ormrod                  |               |
| 1994 | Pulgarcita                             | Grundel                              | Don Bluth Gary Goldman        | Voice         |

### Televisión
| Año       | Título                                 | Papel                                | Notas                                                          |
| --------- | -------------------------------------- | ------------------------------------ | -------------------------------------------------------------- |
| 1958      | Theatre Night                          | Christopher Mahon                    | Episodio: "The Heart's a Wonder"                               |
| 1959      | The Anne Shelton Show                  |                                      | 4 episodios                                                    |
| 1964      | No Hiding Place                        | Paddy                                | Episodio: "An Eye for an Eye"                                  |
| 1964      | Compact                                | Hennegan                             | 4 episodios                                                    |
| 1965      | Thirty-Minute Theatre                  | Kieron                               | Episodio: "The Late Arrival of the Incoming Aircraft"          |
| 1966      | Redcap                                 | Sgt. O'Brien                         | Episodio: "Crime Passionel"                                    |
| 1966      | Insurrection                           | Cathal Brugha                        | Episodio: "Thursday, 27 April 1916: When We Are All Wiped Out" |
| 1966      | Armchair Theatre                       | Des Humphries                        | Episodio: "Great Big Blonde"                                   |
| 1967      | Ó Dúill                                | Liam Ó Dúill                         | Miniserie de televisión                                        |
| 1967      | Sanctuary                              | Mr. Daly                             | Episodio: "You Can't Touch Me"                                 |
| 1967      | The Gamblers                           | Mullery                              | Episodio: "Read 'em and Weep"                                  |
| 1967-1971 | Never Mind the Quality, Feel the Width | Patrick Kelly                        | 41 episodios                                                   |
| 1968      | Thirty-Minute Theatre                  | Sr. Hill                             | Episodio: "Eveline"                                            |
| 1968      | The Jazz Age                           | Fetch                                | Episodio: "The Assassin"                                       |
| 1969      | Love Story                             |                                      | Episodio: "Look Out! It's Margaret Mitchell's Solicitors!"     |
| 1969      | All Star Comedy Carnival               | Patrick Brendan Kevin Aloysius Kelly | Película de televisión                                         |
| 1970      | Happy Ever After                       | Wiggy                                | Episodio: "Come Back Stranger"                                 |
| 1970      | ITV Sunday Night Theatre               | Michael O'Connor                     | Episodio: "Slattery's Mounted Foot"                            |
| 1972      | ITV Sunday Night Drama                 | Finbar O'Sullivan                    | Episodio: "The Sanctuary Man"                                  |
| 1973      | Crown Court                            | George Wills                         | Episodio: "The Night for Country Dancing"                      |
| 1973      | The View from Daniel Pike              | Jim Murphy                           | Episodio: "None So Blind"                                      |
| 1973      | The Frighteners                        | Bob Blaw                             | Episodio: "Glad to Be of Help"                                 |
| 1974      | Childhood                              | Michael O'Donovan                    | Episodio: "An Only Child"                                      |
| 1974      | The Tommy Cooper Hour                  |                                      | 1 episodios                                                    |
| 1974      | The Playboy of the Western World       | Michael James                        | Película de televisión                                         |
| 1975      | Crown Court                            | Eric Flynn                           | Episodio: "Ring in the New Year"                               |
| 1975      | Rule Britannia!                        | Paddy O'Brien                        | 7 episodios                                                    |
| 1976-1979 | Chorlton and the Wheelies              | Narrator / Various Characters        | 17 episodios                                                   |
| 1976      | Breakdown                              | Dick Culver                          | Película de televisión                                         |
| 1976      | Whodunnit?                             | Art Selby                            | Episodio: "A Bad Habit"                                        |
| 1978-1980 | Coronation Street                      | Ron Mather                           | 9 episodios                                                    |
| 1979      | Play for Today                         | Stacey                               | Episodio: "The Out of Town Boys"                               |
| 1979      | Return of the Saint                    | Captain Finnigan                     | 2 episodios                                                    |
| 1979      | The Hard Way                           | Devane                               | Película de televisión                                         |
| 1980-1982 | Bracken                                | Dinny Byrne                          | 11 episodios                                                   |
| 1983      | El magistrado inglés                   | Sargento Murray                      | 4 episodios                                                    |
| 1983-2000 | Glenroe                                | Dinny Byrne                          | 13 episodios, última aparición                                 |